# 前橋藩
前橋藩（まえばしはん）は、上野国群馬郡厩橋（現・群馬県前橋市）に置かれた藩。はじめ厩橋藩（うまやばし／まやばし はん）といい、藩庁は厩橋城に置かれた。後に酒井家第5代藩主・酒井忠挙の時代に地名・藩名・城名を一括して前橋・前橋藩・前橋城と改めたとされる（『直泰夜話』を出典とするが、4代忠清時代の文書はすべて「前橋」とあるため、忠清の時代には既に「前橋」の方が一般化していたとみられる。）。

## 藩史

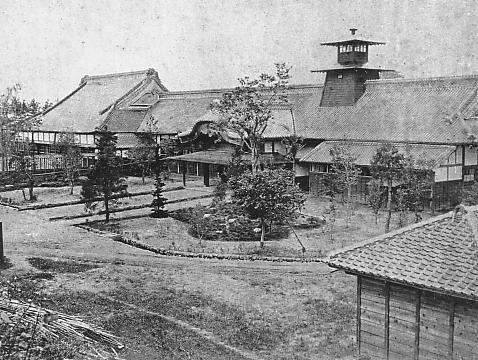
松平氏時代の前橋城本丸御殿（明治維新後群馬県庁舎として使われた時期の写真）

豊臣政権下の天正18年（1590年）徳川家康の関東入封に伴い家臣の平岩親吉が厩橋に3万3000石（『徳川実紀』『寛政重修諸家譜』による。『藩翰譜』『前橋風土記』『家康公関東御入国御知行割』によれば3万石）をもって封ぜられた。
江戸幕府開府の翌年、慶長6年（1601年）に平岩家は甲府藩に転封となり、同じく譜代大名重鎮であり徳川家と同祖と伝えられる酒井家が武蔵川越藩より3万3000石をもって入封した。2代藩主・忠世は部屋住み時代に伊勢崎・大胡を領し、忠世が前橋藩主となるとこれらも前橋藩に加えられた。幕府老中を務めた忠世はさらに上里見、藤岡、玉村、武蔵国榛沢郡之内を加増され、12万2500石余となった。3代藩主・忠行時代にさらに板鼻、大戸、三ノ倉、赤堀の部屋住料3万石を加え15万2500石余となる。4代藩主・忠清が継承したのは10万石であり、部屋住料3万石を返上、2万5000石は弟の酒井忠能に与えられ伊勢崎藩を立藩した。もっとも酒井忠能が小諸藩へ移封された後、同領は前橋藩へ復し、さらに上総久留里も加増されたため忠清の治世末期には15万石となった。忠清は4代将軍・徳川家綱期に大老として幕政において影響力を持っており、忠清は国元で藩政に携わることはなかったが、このころに藩の政治経済は確立され、特に絹取引で栄えた。5代藩主・忠明（のち忠挙）は13万石を継承し、2万石は弟の酒井忠寛に与えられ伊勢崎藩を立藩、忠挙の治世末期には加増を受け15万石に復する。6代藩主・忠相は家督を継いでわずか3ヶ月で死去したため、跡を継いだ幼少の7代藩主・親愛の治世当初は祖父忠挙が執政となった。親愛の執政であった忠挙は宝永7年（1710年）、老中に転封を請願している。元禄12年（1699年）の風水害に見舞われて以来、前橋領内や前橋城までもが利根川の浸食によって年々損害を受け、宝永3年（1706年）には利根川氾濫により本丸の三層の櫓が倒壊するなど、藩財政を圧迫していたのである。寛延2年（1749年）、9代藩主・忠恭は老中首座となったのちに転封を画策、同石高でも実入りが多いと考えられた播磨姫路藩に転封となった。なお転封に反対した国家老、川合定恒はのちに刃傷事件を起こしている。
入れ替わりに姫路より結城松平家の松平朝矩が15万石をもって入封した。しかし入封時点で前橋城は本丸を放棄して三ノ曲輪に移転することが決定している程に損害を受けており、これ以前に実に9度の転封を経験している松平家にとって、前橋城の工事はさらなる財政負担となった。その後も利根川による前橋城の被害が拡大したため、宝暦13年（1763年）に幕府の実地見分を経て、明和4年（1767年）武蔵川越城に居城を移転することとなり、以降を川越藩と呼び、前橋は川越藩の飛び地となった。川越は当時秋元氏の領地であったが、松平氏に与えられたのはそのうち3万石余で、所領の過半は依然上野国内に存在した。前橋城は明和5年（1768年）に取り壊しの命令が出され廃城となった。以降長く廃城の状態が続き、跡地には川越藩の分領として前橋陣屋が置かれ、その支配をおよそ1世紀の間受けることになった。
この間も前橋への帰城の試みは行われており、文化14年（1817年）には前橋領民から川越藩主松平斉典に帰城を求める嘆願書が提出されている。斉典は藩財政の改善を目的に姫路や庄内への転封を願い出た人物だが、天保9年（1838年）には前橋城への帰城と2万石の加増を願う内願書を幕府に提出している。
文久3年（1863年）11月7日、前年から3度にわたり前橋城再築内願書を幕府に提出してきた川越藩主・松平直克に念願の前橋城再築と帰城が許された。この背景には、幕府の文久の改革の一環である富国強兵政策に沿うこと（再築内願書には川越城が狭く軍事調練のための空地もないことが挙げられている）、利根川の治水事業が進み危険が取り除かれたこと、横浜開港により主要な輸出商品となった生糸の商人たちによる再築資金献金があったことが挙げられる。領民からは7万7673両余の献金があったが、この全てが再築資金にあてられた訳ではなく、家臣への下賜金になるなど、窮乏していた藩財政を救うことにもつながった。文久元年（1861年）以来川越藩は七分三擬作（7割を借上げ）という知行借上を実施するほど藩財政も家臣も困窮しており、前橋城再築は領民による献金を前提としていた。3年8ヶ月におよぶ大規模な築城を経て、慶応3年（1867年）2月2日に前橋城の再築が成り、川越藩の石高17万石はそのままで居城を前橋城に移転した（この際に領国が再編され、川越城には松平康英が8万4,000石で入封する）。これによって以降は前橋藩と呼ばれるが、間もなく大政奉還・王政復古の大号令となる。戊辰戦争が始まり、徳川慶喜が謹慎すると、前橋藩はいち早く新政府へ恭順の意を示したが、飛び地領の上総富津では逆に富津陣屋が旧幕府軍に囲まれて家老が自刃した挙句、後になって新政府からは内通を疑われるという事件が起きている（詳細は「小河原左宮」の項を参照）。
明治4年（1871年）廃藩置県により前橋県となり、その後、群馬県に編入された。

## 歴代藩主

### 酒井家
譜代　3万3千石→5万2千石→12万2千石→15万2千石→15万石→13万石→15万石　（1601年 - 1749年）
1. 重忠（しげただ）〔従五位下・河内守〕
2. 忠世（ただよ）〔従四位下・雅楽頭、侍従　大老〕 牧野家の旧領（大胡）を加え5万2千石→加増により12万2千石
3. 忠行（ただゆき）〔従四位下・阿波守〕忠行の部屋住時代の領地3万石を加え15万2千石
4. 忠清（ただきよ）〔従四位下・雅楽頭、左近衛少将　大老〕 分知等により15万石
5. 忠挙（ただたか）〔従四位下・雅楽頭〕分知により13万石→加増により15万石
6. 忠相（ただみ）〔従四位下・雅楽頭〕
7. 親愛（ちかよし）〔従四位下・雅楽頭〕
8. 親本（ちかもと）〔従四位下・雅楽頭、侍従〕
9. 忠恭（ただずみ）〔従四位下・雅楽頭、左近衛少将　老中首座〕

### 結城松平家
親藩　15万石　（1749年 - 1767年）
1. 朝矩（とものり）〔従四位下・大和守〕→川越藩へ

### 結城松平家（再）
川越藩より移転　17万石　（1867年 - 1871年）
1. 直克（なおかつ）〔従四位上・大和守、少将、侍従　政事総裁職〕
2. 直方（なおかた）〔前橋藩知事、前橋県知事〕

## 藩校
酒井氏時代
- 好古堂 - 元禄4年（1691年）前橋城三の曲輪に創設。
- 求知堂 - 元禄13年（1700年）大胡に創設。

松平氏時代
- 博喩堂 - 文政10年（1827年）川越に開設された講学所を慶応2年（1866年）前橋に移転。

## 幕末の領地
『旧高旧領取調帳データベース』では、581村・21万555石余
- 上野国（211村・8万8,824石余）
  - 群馬郡のうち - 60村
  - 勢多郡のうち - 102村
  - 佐位郡のうち - 2村
  - 那波郡のうち - 15村
  - 新田郡のうち - 21村
  - 山田郡のうち - 1村
  - 邑楽郡のうち - 10村（館林藩に編入）
- 下野国（7村・1,323石余）
  - 安蘇郡のうち - 4村（うち1村は真岡知県事に編入）
  - 足利郡のうち - 3村
- 常陸国（32村・1万3,446石余）
  - 河内郡のうち - 25村
  - 筑波郡のうち - 7村
- 武蔵国（144村・5万8,938石余）
  - 多摩郡のうち - 13村
  - 埼玉郡のうち - 11村
  - 比企郡のうち - 63村
  - 高麗郡のうち - 19村（うち1村は韮山県に編入）
  - 入間郡のうち - 11村
  - 榛沢郡のうち - 2村
  - 児玉郡のうち - 4村（うち2村は岩鼻県に編入）
  - 秩父郡のうち - 7村（うち2村は岩鼻県に編入）
  - 那珂郡のうち - 3村
  - 大里郡のうち - 11村（うち2村は浦和県に編入）
- 安房国（68村・2万1,387石余）
  - 朝夷郡のうち - 31村（長尾藩に編入）
  - 平郡のうち - 19村（うち12村は長尾藩、4村は西尾藩、3村は安房勝山藩に編入）
  - 安房郡のうち - 18村（うち16村は長尾藩、2村は館山藩に編入）
- 上総国（106村・2万1,588石余）
  - 天羽郡のうち - 15村（うち9村は佐貫藩、5村は長尾藩、1村は小久保藩に編入）
  - 周淮郡のうち - 15村（うち7村は桜井藩、6村は飯野藩、2村は安房上総知県事、1村は長島藩に編入）
  - 望陀郡のうち - 73村（うち38村は花房藩、25村は久留里藩、6村は三河吉田藩、2村は桜井藩、1村は三上藩、1村は安房上総知県事に編入）
  - 市原郡のうち - 3村（菊間藩に編入）
- 近江国（13村・5,046石余）
  - 栗太郡のうち - 10村
  - 野洲郡のうち - 2村
  - 蒲生郡のうち - 1村

明治維新後に高麗郡5村（旧幕府領）、入間郡2村（旧幕府領）、榛沢郡2村（旧旗本領）、大里郡1村（旧幕府領）、河内郡2村（旧幕府領）、群馬郡77村（旧幕府領47村、旧旗本領23村、旧高崎藩領18村）、勢多郡43村（旧幕府領39村、旧旗本領4村）、碓氷郡10村（旧幕府領9村、旧旗本領1村）、那波郡2村（旧旗本領）が加わった。なお相給もあるため村数の合計は一致しない。